# Matthew Abood
Matthew Abood (Sydney, 28 de junho de 1986) é um nadador australiano, medalhista olímpico.

## Carreira

### Rio 2016
Abood competiu na natação nos Jogos Olímpicos de Verão de 2016 conquistando a medalha de bronze com o revezamento 4x100 metros livre.